# Communauté de communes du Pays d'Olliergues
La communauté de communes du Pays d'Olliergues est une communauté de communes française, située dans le département du Puy-de-Dôme en région Auvergne-Rhône-Alpes.

## Historique
En 1984 est créé le Syndicat intercommunal d'Étude de la région d'Olliergues. Le 30 décembre 1996, le syndicat intercommunal est transformé en communauté de communes.
Le projet de schéma départemental de coopération intercommunale (SDCI) du Puy-de-Dôme, dévoilé en octobre 2015, proposait la fusion avec six autres communautés de communes (Haut-Livradois, Livradois Porte d'Auvergne, Pays d'Ambert, Pays d'Arlanc, Pays de Cunlhat et Vallée de l'Ance), la population (2 788 habitants en 2012) n'atteignant pas les seuils préconisés par le SDCI et la loi no 2015-991 du 7 août 2015 portant nouvelle organisation territoriale de la République. La nouvelle intercommunalité résultant de cette fusion, composée de 58 communes, répond « aux besoins en matière de développement économique, de tourisme et d'équipements structurants pour une communauté de communes qui regroupera 28 916 habitants ».
Le périmètre n'est pas modifié à la suite de l'adoption du SDCI en mars 2016.
L'arrêté préfectoral du 12 décembre 2016 prononce la fusion des sept communautés de communes précitées. La nouvelle structure intercommunale prend le nom de « communauté de communes Ambert Livradois Forez ».

## Territoire communautaire

### Géographie
La communauté de communes du Pays d'Olliergues est située à l'est du département du Puy-de-Dôme. Elle jouxte six intercommunalités, dont deux avec le département limitrophe de la Loire :
- dans le département du Puy-de-Dôme : les communautés de communes du Pays d'Ambert au sud-est, du Haut-Livradois au sud, du Pays de Cunlhat au sud-ouest, du Pays de Courpière au nord-ouest ;
- dans le département de la Loire : la communauté de communes des Montagnes du Haut Forez au nord-est et la communauté d'agglomération Loire Forez à l'est.

Le territoire communautaire est traversé par la route départementale 906 reliant Ambert à Thiers, seule route principale d'accès desservant notamment Olliergues, Vertolaye et Saint-Gervais-sous-Meymont. Les autres communes sont desservies par des routes d'importance moindre.

### Composition
Elle regroupe les six communes de l'ancien canton d'Olliergues :
| Nom                        | Code Insee | Gentilé        | Superficie (km2) | Population (dernière pop. légale) | Densité (hab./km2) |
| -------------------------- | ---------- | -------------- | ---------------- | --------------------------------- | ------------------ |
| Olliergues (siège)         | 63258      | Ollierguois    | 16,41            | 737 (2014)                        | 45                 |
| Le Brugeron                | 63057      | Brugeronais    | 27,42            | 250 (2014)                        | 9,1                |
| Marat                      | 63207      | Maratois       | 30,10            | 837 (2014)                        | 28                 |
| Saint-Gervais-sous-Meymont | 63355      |                | 10,17            | 250 (2014)                        | 25                 |
| Saint-Pierre-la-Bourlhonne | 63384      | Saint-Pierrois | 11,89            | 126 (2014)                        | 11                 |
| Vertolaye                  | 63454      | Vertolayais    | 10,76            | 547 (2014)                        | 51                 |

### Démographie
| 1968  | 1975  | 1982  | 1990  | 1999  | 2008  | 2013  |
| ----- | ----- | ----- | ----- | ----- | ----- | ----- |
| 4 457 | 4 121 | 3 706 | 3 358 | 3 030 | 2 917 | 2 754 |

## Administration

### Siège
Le siège de la communauté de communes est situé à Olliergues.

### Les élus
La communauté de communes est gérée par un conseil communautaire composé de 21 membres représentant chacune des communes membres.
Les communes de Marat, Olliergues et Vertolaye possèdent quatre conseillers communautaires, tandis que Le Brugeron, Saint-Gervais-sous-Meymont et Saint-Pierre-la-Bourlhonne n'en possèdent que trois.

### Présidence
En 2014, le conseil communautaire a élu son président, Yves Fournet-Fayard (maire de Vertolaye) et désigné ses quatre vice-présidents :
1. Arnaud Provenchère, maire d'Olliergues ;
2. Patrice Douarre, maire de Marat ;
3. Roger Dubien, maire du Brugeron ;
4. Eric Dubourgnoux, maire de Saint-Pierre-la-Bourlhonne.

### Compétences
L'intercommunalité exerce des compétences qui lui sont déléguées par les communes membres :
- développement économique (obligatoire) : création, aménagement, entretien et gestion de zones d'activité industrielle, commerciale, tertiaire, artisanale ou touristique, actions de développement économique (soutien des activités industrielles, commerciales ou de l'emploi, soutien des activités agricoles et forestières, etc.) ;
- aménagement de l'espace (obligatoire) : SCOT et schéma de secteur, plans locaux d'urbanisme, création et réalisation de zones d'aménagement concerté, transport scolaire et organisation des transports non urbains ;
- production et distribution d'énergie ;
- environnement et cadre de vie ;
- sanitaire et social ;
- développement et aménagement social et culturel ;
- voirie ;
- développement touristique ;
- logement et habitat, etc.

### Régime fiscal et budget
La communauté de communes applique la taxe professionnelle unique. Elle possède le potentiel fiscal par habitant le plus élevé des sept intercommunalités en voie de fusion (455,94 euros).
Les taux d'imposition 2015 appliqués sont les suivants : taxe d'habitation 10,87 %, foncier bâti 1,57 %, foncier non bâti 9,67 %, cotisation foncière des entreprises 26,07 %.